# Пиперица
Пиперица (болг. Пиперица) — село в Благоевградской области Болгарии. Входит в состав общины Сандански. Находится примерно в 21 км к юго-востоку от центра города Сандански и примерно в 74 км к югу от центра города Благоевград. По данным переписи населения 2011 года, в селе  проживало 23 человека, преобладающая национальность — болгары.

## Население
| Год     | 1934 | 1946 | 1956 | 1965 | 1975 | 1985 | 1992 | 2001 | 2011 |
| ------- | ---- | ---- | ---- | ---- | ---- | ---- | ---- | ---- | ---- |
| Жителей | 333  | 480  | 482  | 297  | 139  | 69   | 65   | 31   | 23   |

|  |